# 瘤肩芋螺
瘤肩芋螺（学名：Conus balteatus）为芋螺科芋螺屬下的一个种。